# Martín Fierro (nagroda)
Martín Fierro – doroczna nagroda przyznawana przez członków Asociación de Periodistas de la Televisión y Radiofonía Argentina (APTRA) za największe osiągnięcia w świecie argentyńskiego radia i telewizji. Jej nazwę, nawiązującą do tytułu XIX-wiecznego poematu Martín Fierro, zaproponował Manuel Ferradas Campos, dziennikarz i dramaturg argentyński. Wśród innych propozycji znalazły się Estrellas de Oro i Miniaturas de Cámara. W 1959 odbyła się pierwsza gala, na której ogłoszono nagrodzonych za rok poprzedni. Nagroda ta uznawana jest za latynoskiego odpowiednika Oskara.